# Franz Mörl (Mediziner, 1932)

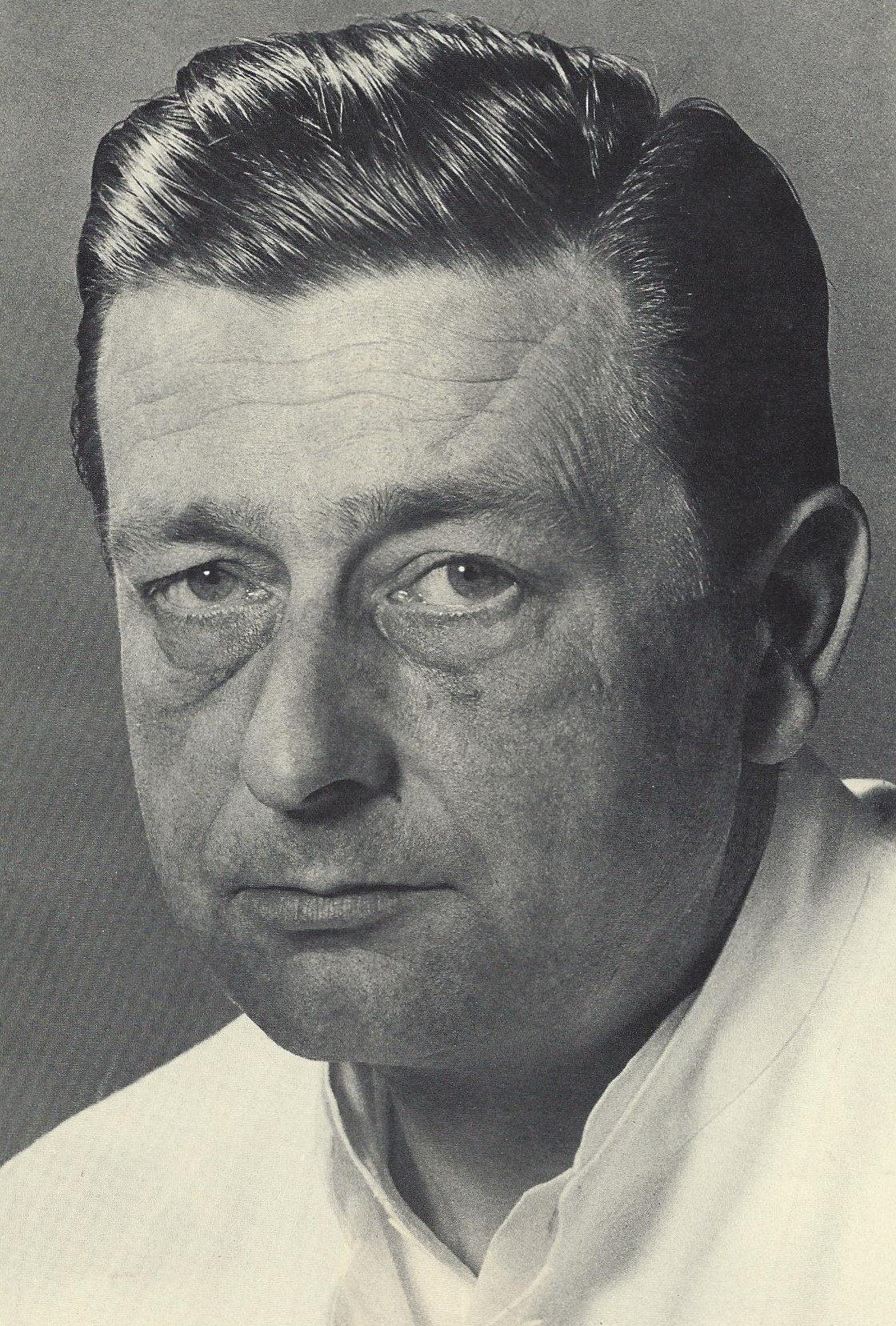
Franz Mörl

Franz Mörl (* 17. Dezember 1932 in Prag; † 8. Mai 2017 in Hamburg) war ein deutscher Chirurg in Hamburg.

## Leben

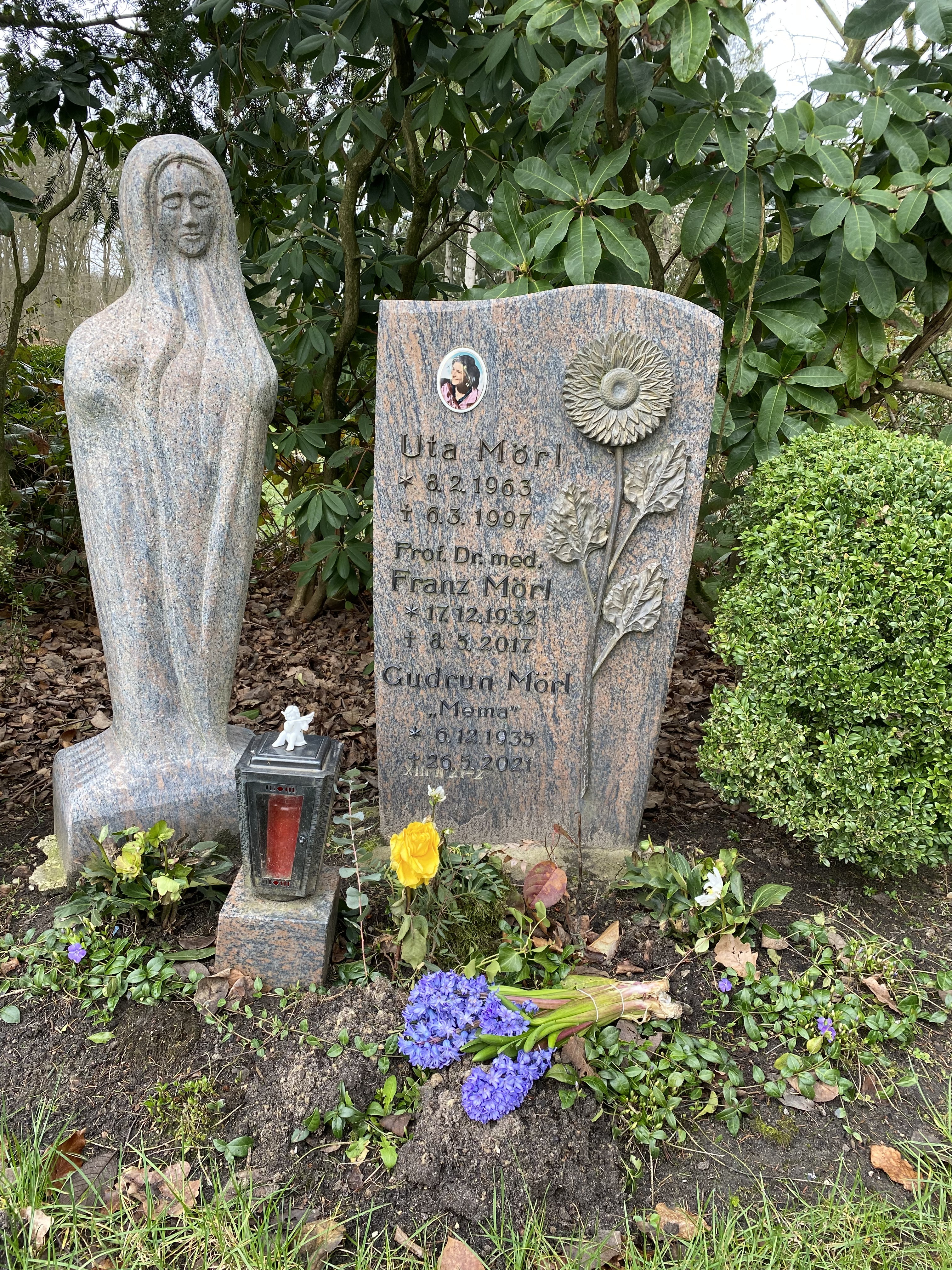
Grabstätte auf dem Waldfriedhof Wohldorf

Franz Karl Mörl war Sohn des gleichnamigen Chirurgen Franz Mörl (1899–1979). Die Vertreibung der Deutschen aus der Tschechoslowakei verschlug die Familie 1945 nach Leipzig. Ab 1950 studierte er an Universität Halle Medizin (bevor sein Vater auf den dortigen Lehrstuhl kam). Er beteiligte sich am Aufstand vom 17. Juni 1953 und konnte nach der Niederschlagung in letzter Minute nach Freiburg im Breisgau flüchten. Er beendete das Studium an der Albert-Ludwigs-Universität Freiburg und wurde 1956 dort zum Dr. med. promoviert. Die chirurgische Ausbildung durchlief er in Tübingen, Nürnberg, Garmisch-Partenkirchen und Wuppertal. In Nürnberg lernte er 1957 seine spätere Frau Gudrun (1935–2021) kennen. An der Eberhard Karls Universität Tübingen  war er 1960–1968 Oberarzt bei Walter Dick. In Tübingen kamen zwei Töchter und ein Sohn zur Welt. Als Zögling der „Tübinger Schule“, bekannt für ihre vorbildliche Dickdarmchirurgie, habilitierte er sich 1967. 1968 zog er mit seiner Familie nach Hamburg. Friedrich Stelzner hatte ihn als Oberarzt an seine Klinik im Universitätskrankenhaus Hamburg-Eppendorf geholt.
1970 wurde er Chef im Hamburger AK Heidberg. Die Universität Hamburg ernannte ihn 1974 zum apl. Professor. 1975 war er Vorsitzender der 116. Tagung der Vereinigung Nordwestdeutscher Chirurgen. 1976 wechselte er als Chefarzt an die II. Chirurgische Abteilung des AK St. Georg. 1980–1985 war er wieder am AK Heidberg als Chefarzt tätig. 1986 übernahm er schließlich die I. Chirurgische Abteilung am AK St. Georg. 1997 trat er in den Ruhestand. Neben der Chirurgie war die Jagd seine große Leidenschaft. Seit 1983 war er Mitglied der Sudetendeutschen Akademie der Wissenschaften und Künste.
Franz Mörl wurde auf dem Hamburger Waldfriedhof Wohldorf beigesetzt.